# Gérard Sutra
Pas d'image ? Cliquez ici

a Compétitions nationales et continentales officielles uniquement.

b Matchs officiels uniquement.
Dernière mise à jour le 3 avril 2025.
Gérard Sutra, né le 21 mars 1946 à Narbonne, est un joueur de rugby à XV, ayant représenté l'équipe de France et le RC Narbonne. Il joue au poste de demi de mêlée.

## Biographie
Gérard Sutra joue l'intégralité de sa carrière en club avec le RC Narbonne.
Il a dispute son premier test match avec l'équipe de France le 22 juillet 1967, contre l'équipe d'Afrique du Sud. Son dernier test match fut contre l'équipe d'Irlande, le 24 janvier 1970.

## Palmarès

### En club
- Challenge Yves du Manoir :
  - Vainqueur (3) : 1968, 1973 et 1974
  - Finaliste (1) : 1967
- Championnat de France de première division :
  - Vice-champion (1) : 1974
- Trophée rugby Panache Pernod :
  - Vainqueur (1) : 1969

### En équipe nationale
- Sélection en équipe nationale : 4
- Sélections par année : 1 en 1967, 1 en 1969 et 2 en 1970
- Tournoi des Cinq Nations disputé : 1969 et 1970
- Vainqueur du tournoi en 1970

### Entraineur
- Championnat de France de première division : 
  - Champion (1) : 1979 avec le RC Narbonne
- Champion de France Honneur, 3e Division et 2e Division avec Fleury Olympique